# Peklo (Hvězdná brána: Atlantida)
Peklo (v anglickém originále Inferno) je 19. epizoda druhé série sci-fi seriálu Hvězdná brána: Atlantida.

## Obsah epizody
Sheppardův tým přilétá na planetu Taran, kde žije vyspělá společnost, která používá antická zařízení, zdaleka jim však nerozumí. Zdejší lidé žádají o pomoc s generátorem štítů.
McKay brzy zjišťuje, že celý jejich komplex je vystavěn v supersopce, odkud může v případě nouze čerpat geotermální energii na pohon štítů. Nicméně současní obyvatelé štít využívali nepřetržitě, čímž extrémně zatížili supervulkán, který se nyní nachází na hranici výbuchu. Jedinou možností, jak se zachránit, je okamžitě evakuovat celou planetu. Její vůdce se obává, že lidé z Atlantidy problém s generátorem pouze předstírají, aby získali přístup k (momentálně nefunkční) vesmírné lodi. Weirová ho nakonec přesvědčí, že je přesídlení nutné. Vydá se s ním a první skupinou na Atlantidu. Následuje silný otřes a přímo pod hvězdnou branou se otevře trhlina, která bránu pohltí.
Bez brány není možnost spojit se s Atlantidou, ale Weirová posílá Deadaluse, který má evakuovat zbytek obyvatel. Problém je, že loď není stavěna pro tolik lidí. Musí podniknout čtyři cesty a to by trvalo přibližně 48 hodin. Nikdo však neví, zda supervulkán tak dlouho vydrží. Proto se doktor McKay pokouší zprovoznit antickou loď.
Část lidí tedy evakuuje Daedalus, část se rozhodne odejít od výbuchu co nejdál a zbytek se schová do atlantské lodi (kterou zatím Sheppard pojmenoval Orion). Vypadá to, že výbuch se nezadržitelně blíží. McKay vymyslí plán: Jakmile supervulkán vybuchne, vydrží štíty lodi 4 sekundy. Síla výbuchu vymrští loď do atmosféry a tím bude její posádka zachráněna.
Vůdce Taranianů nabídne Orion k užívání Weirové jako dík za záchranu svých lidí.